# 仲井戸麗市
仲井戸 麗市（なかいど れいち、1950年10月9日 - ）は、日本のギタリスト、ボーカリスト。CHABO （チャボ） の愛称で知られる。古井戸、RCサクセション、麗蘭などのほか、ソロのシンガーソングライターとしても活動。

## 人物
東京都新宿区生まれの新宿育ち。実家は印刷業を営んでおり、従業員の「クボさん」が昼休みにギターやウクレレを弾き歌っていたのに興味を持ち、ギターを始める。新宿の喫茶店で開かれていた「グリンカマンドリンクラブ」でクラシックギターを松浦先生に3年間習う。ステージ・ネームの「麗市」は彼が敬愛するフォーク・シンガー、ドノヴァン・フィリップ・レイチのファミリー・ネームから取った。（*アルバム、記事などによってはクレジットの英語表記が"Reiichi"「れいいち」とされている。）妻は写真家のおおくぼひさこ。
10代前半でザ・ビートルズ、ザ・ローリング・ストーンズ、エレクトリック・ギターと出会う。ブルースやソウルの偉大なミュージシャンたちに深く傾倒し、ギター演奏やボーカルスタイルに影響を受けている。ソロ・ミュージシャンとしての活動と並行して取り組んでいるポエトリーリーディング（詩の朗読会）も活動の柱の一つである。
文筆家であり、発表作品のライナーノーツには、長めの文章を仲井戸自身が書き下ろすことがよくある。

## 経歴
1968年　国立市の桐朋高等学校3年の頃、奥津光洋と「古井戸」を結成。洋楽のブルースやリバプールサウンドのコピーを演奏していた。
1969年　高校卒業後、東京デザイナー学院に進む。この頃、加奈崎芳太郎と知り合い、加奈崎芳太郎&古井戸として活動を開始。洋楽のコピーと併せて初めてオリジナル曲を制作。
1970年　泉谷しげる、RCサクセション、ピピ&コットらとライブハウスで競演し始める。
1971年　エレックレコードからデビューした泉谷の後押しで、古井戸もエレックに所属（海援隊の中牟田俊男などとも親交を持つ）。泉谷の1stアルバム『泉谷しげる登場』でよしだよしことともにリードギターを務める。『唄の市　第一集』でデビュー（古井戸はデビュー前は4人組だったが、この時点では仲井戸と加奈崎の2人組となっている）。
1972年　デュオ名を正式に「古井戸」にし、『古井戸の世界』を発表。重いブルースを志向していた仲井戸がほんの軽い気持ちで作ったフォークソング「さなえちゃん」がヒット。仲井戸のルックスと相まって古井戸に「可愛らしい」「女の子受け」というイメージがつきまとい始め、女性ファンが増える。フジテレビの生放送番組『リブ・ヤング!』において、各出演者が自身のヒット曲を演奏させられる中、「さなえちゃん」を求められていた古井戸のステージで仲井戸は「♪俺はこんな歌なんか唄えねえよ。俺達の他の歌もききやがれ」とアドリブで唄いそのままスタジオから出て行く。以降、番組へは出入禁止となる。
1978年　RCサクセションのステージにサポートメンバーとして参加し始める。
1979年　『ラストステージ』を最後に古井戸解散。1977年の破廉ケンチ脱退後空席となったリードギタリストとしてRCサクセションに正式加入。その後、1980年代のRCサクセション躍進の牽引者として忌野清志郎と共に活躍。時代を代表するロックバンドのギタリストとして、一躍脚光を浴びる。
1982年　『ロックンロールオリンピック』に「チャボ&梅津和時ホーンセクション」として出演。
1985年　初のソロ・アルバム『THE 仲井戸麗市 BOOK』をリリース。
1988年　旧友 泉谷のバックバンドLOSERにギタリストとして参加。
1990年　セカンド・ソロ・アルバム『絵』をリリース。STILL ALIVE & WELLツアーを実施。
1991年　RCサクセション無期限活動休止。当時THE STREET SLIDERSの土屋公平と共に麗蘭を結成、弾き語りなどのソロ活動と平行して活動を続ける。自身の事務所「7th Mother/セブンス・マザー」を設立。
1996年　CHABO BANDを結成。
2007年12月8日　『Dream Power ジョン・レノン スーパー・ライヴ2007』に忌野清志郎+仲井戸麗市名義で出演。「マザー」「ア・ハード・デイズ・ナイト」「イマジン」を演奏。
2008年2月10日　日本武道館での『忌野清志郎 完全復活祭』に参加。
2008年3月　横浜市港北区の駐車場で愛用のギターを含む音楽機材9点を積んだ車が盗難される。
2008年7月　フジロックフェスティバルに「忌野清志郎 & NICE MIDDLE with NEW BLUE DAY HORNS plus 仲井戸麗市」で出演予定も忌野の癌再発によりキャンセルとなる。仲井戸は自身の公式サイトに忌野への秀逸なメッセージを寄せている。
2009年5月　忌野清志郎が逝去。その最期を看取る。親族・近親者のみの密葬では、出棺の際、棺の上に飾られた愛用のギターを天に掲げた。ファンも参列した青山葬儀所での葬儀における完全復活祭のメンバーによる「雨あがりの夜空に」の演奏には、仲井戸は参加していない。
2012年8月　the dayを結成。
2015年4月 BSジャパン『オン・ザ・ロック!』の番組MCを半年にわたって務め、湯川れい子、カルメン・マキらと共演。
2015年9月6日、渋谷公会堂でデビュー45周年記念ライブ『MY NAME IS CHABO』を行う。

## 作品リスト
CHABO BAND作品を含む。RCサクセション名義、麗蘭名義のものは、それぞれの頁を参照のこと。

### アルバム

#### オリジナル・アルバム
| 枚  | 発売日         | タイトル            |
| --- | -------------- | ------------------- |
| 1st | 1985年8月31日  | THE 仲井戸麗市 BOOK |
| 2nd | 1990年2月21日  | 絵                  |
| 3rd | 1993年2月3日   | DADA                |
| 4th | 1997年2月26日  | GREAT SPIRIT        |
| 5th | 1999年1月27日  | My R&R              |
| 6th | 2002年10月9日  | TIME                |
| 7th | 2015年9月16日  | CHABO               |
| 8th | 2024年12月25日 | Experience          |

#### その他のアルバム
| 枚                       | 発売日         | タイトル                                        | 備考                                    |
| ------------------------ | -------------- | ----------------------------------------------- | --------------------------------------- |
| ミニ・アルバム           |                |                                                 |                                         |
| 1st                      | 1995年11月1日  | PRESENT #1                                      |                                         |
| 2nd                      | 1996年3月6日   | PRESENT #2                                      |                                         |
| 3rd                      | 1996年8月7日   | PRESENT #3                                      |                                         |
| 4th                      | 1997年12月10日 | PRESENT #4                                      | 「CHABO BAND」名義                      |
| 5th                      | 2008年6月10日  | Poetry                                          | WEB通販のみ発売                         |
| ライブ・アルバム         |                |                                                 |                                         |
| 1st                      | 1997年11月27日 | SOUL TO SOUL ～Live at Hibiya Yaon～            | 「CHABO BAND」名義                      |
| 2nd                      | 2010年1月20日  | I STAND ALONE                                   |                                         |
| 3rd                      | 2016年9月20日  | 旅に出た二人                                    | 「仲井戸"CHABO"麗市 with 早川岳晴」名義 |
| ベスト・アルバム         |                |                                                 |                                         |
| 1st                      | 1998年4月22日  | CHABO'S BEST vol.1 [1985-1997]                  |                                         |
| 2nd                      | 2003年1月29日  | CHABO'S BEST「HARD」                            |                                         |
| 3rd                      | 2003年1月29日  | CHABO'S BEST「Heart」                           |                                         |
| 4th                      | 2005年10月5日  | PRESENT #55 My Back Page                        |                                         |
| 5th                      | 2015年6月25日  | PRESENT ALL                                     |                                         |
| サウンドトラック         |                |                                                 |                                         |
| 1st                      | 1998年8月26日  | serial experiments lain                         |                                         |
| オフィシャル・ブートレグ |                |                                                 |                                         |
| 1st                      | 2006年7月31日  | CHABO BAND LIVE 1998                            | WEB通販のみ発売                         |
| 2nd                      | 2006年8月31日  | CHABO SOLO LIVE 1998                            | WEB通販のみ発売                         |
| 3rd                      | 2012年4月30日  | Official Bootleg ONGAESHI LIVE SELECTION        | ファンクラブのみの発売                  |
| 4th                      | 2014年4月19日  | official bootleg 2013 CHABO SOLO LIVE SELECTION | ファンクラブのみの発売                  |
| ボックス                 |                |                                                 |                                         |
| 1st                      | 2000年2月9日   | works                                           |                                         |

### シングル
| 枚  | 発売日                                  | タイトル         |
| --- | --------------------------------------- | ---------------- |
| 1st | 1985年9月21日                           | ONE NITE BLUES   |
| 2nd | 1993年1月20日                           | HIMAWARI         |
| 3rd | 1993年11月10日                          | Merry X'mas Baby |
| 4th | 1998年8月7日                            | 遠い叫び         |
| 5th | 配信 2017年9月13日 7inch 2017年10月18日 | 雨あがりの夜空に |

### その他の作品
|                        | 発売日        | タイトル                    | 備考                             |
| ---------------------- | ------------- | --------------------------- | -------------------------------- |
| ライブ・アルバム       | 1994年12月7日 | GLAD ALL OVER               | 「忌野清志郎 & 仲井戸麗市」名義  |
| ライブ・アルバム       | 1997年6月6日  | 対決 ～復讐するは我にあり～ | 「泉谷しげる VS CHABO BAND」名義 |
| トリビュート・アルバム | 2011年2月23日 | OK!!! C'MON CHABO!!!        |                                  |

### 映像作品
| 発売日                              | タイトル                                      |
| ----------------------------------- | --------------------------------------------- |
| 1993年6月30日                       | HEART of SOUL                                 |
| 1994年5月11日                       | Solo Action「密室」                           |
| 1997年11月27日                      | SOUL TO SOUL ～Tour Document～                |
| VHS 2000年2月9日 DVD 2003年10月29日 | solo works                                    |
| VHS 2001年7月20日 DVD 2003年10月9日 | STAGE FRIGHT                                  |
| 2003年10月25日                      | TIME 2001-2003 -Feel Like Going Home-         |
| 2006年7月28日                       | 今日 歌いたい唄。                             |
| 2010年1月20日                       | I STAND ALONE                                 |
| 2011年8月3日                        | OK! Come On CHABO!!! on DVD                   |
| 2011年10月9日                       | DIAMOND LANE -Unreleased 1990-2010 Unplugged- |
| 2012年12月30日                      | 我が道を行く62                                |
| 2016年2月24日                       | 仲井戸麗市 45th Anniversary MY NAME IS CHABO  |
| ファンクラブのみの発売              |                                               |
| VHS 1994年2月 DVD 2004年12月1日     | 1992年 仲井戸"CHABO"麗市 夏                   |
|                                     | Sweet Home Shinjuku                           |
|                                     | NAKAIDO'S FRIENDS 27                          |
| 2015年2月                           | OFFICIAL BOOTLEG つ､ついに I'm Sixty-Four     |

## 執筆活動
- だんだんわかった（TBSブリタニカ、1992年7月1日）
  - のちに文庫化（角川文庫、1995年12月25日）
- いつか笑える日（河出書房新社、1992年12月4日)
  - 歌詞集
- 一枚のレコードから（ロッキング・オン、1999年3月20日)
- ロックの感受性（平凡社新書、2002年5月20日)
- 猫の時間（ランダムハウス講談社、2008年4月23日)
  - 絵本（え・おおくぼひさこ　ぶん・仲井戸麗市）
- MY R&R 仲井戸麗市全詞集 1971-2010（ロッキング・オン、2010年6月30日)
  - 歌詞集

## テレビ出演
- 家族のうた 最終話（2012年6月3日、フジテレビ） - 本人役
- オン・ザ・ロック！（2015年4月5日 - 9月27日、BSジャパン） - MC

## ラジオ出演
- King Biscuit Time（bay fm、1996年10月6日～1997年9月26日）
- MOON DOG HOUR （FM AICHI、2002年12月6日～2003年3月28日） - THREE O'CLOCK BLUESコーナー担当
- D.N.A.～ロックの殿堂～（JFN系列、2009年10月19日～2013年9月16日）
- サウンドクリエイターズ・ファイル（NHK-FM、2015年9月6日～9月20日）
- くにまるジャパン（文化放送、2015年10月26日～10月30日） - ゲスト出演